# Gladys B. Rodríguez
Gladys B. Rodríguez (1961 ) es una botánica, y profesora panameña. En 1982 obtuvo su licenciatura en biología, con la defensa de la tesis. Es una especialista en la familia de Fabaceae.
- La abreviatura «G.B.Rodr.» se emplea para indicar a Gladys B. Rodríguez como autoridad en la descripción y clasificación científica de los vegetales.[1]